# Sinella aera
Sinella aera är en urinsektsart som beskrevs av Christiansen och Bellinger 1992. Sinella aera ingår i släktet Sinella och familjen brokhoppstjärtar. Inga underarter finns listade i Catalogue of Life.